# Ivica Šesto
Ivica Šesto (19. kolovoza 1946. – 14. studenog 2009.) jedan je od najboljih, a po mišljenjima mnogih ljudi i najbolji nogometaš koji je ikada igrao u Vinkovcima. 

## Životopis
U prvo vrijeme igrao je iznimno dobro i rukomet, no nogomet mu tijekom vremena postaje prva i jedina opsesija. Tijekom svoje igračke karijere igrao je na poziciji lijevog krila i to kao dešnjak što je u tadašnje vrijeme bilo nezamislivo. Karijeru je započeo u Spačvi iz koje je 1967. prešao u NK Dinamo Vinkovci (današnja HNK Cibalia)u kojem je kao nezamjenjivi igrač prve momčadi igrao do kraja svoje karijere 1978. Ostao je vjeran klubu unatoč brojnim ponudama koje je imao od domaćih i stranih nogometnih klubova kao što su. npr. Olympique iz Marseillea, Croatia iz Toronta, te novosadska Vojvodina. Nogometu se ponovno vratio 90-ih godina radeći u HNK Cibalia kao trener u omladinskom pogonu, a od 1996. i kao direktor stadiona. Iz kluba je otišao 2002. zbog neslaganja s pojedinim ljudima i iz tog razloga više nikada nije niti došao na stadion kluba za koji je dao najbolje godine svog života. Umro je u obiteljskoj kući u Vinkovcima, najvjerojatnije zbog srčanog udara i to na dan kada je hrvatska nogometna reprezentacija po prvi put u povijesti odigrala utakmicu u Vinkovcima. Od njega su se na posljednjem ispraćaju, uz suprugu Mariju, sina Domagoja i kćerku Ivanu te brojnu rodbinu, oprostili i njegovi brojni prijatelji iz svijeta sporta na čelu s predsjednikom HNS-a Vlatkom Markovićem, a uime svih njih od njega se dirljivim i nadasve istinitim govorom oprostio njegov bivši trener Tonko Vukušić. 11. prosinca. 2009. postumno mu je dodijeljena zlatna plaketa za izuzetan doprinos razvoju kluba na proslavi 90. godina HNK Cibalije.
Tijekom svoje karijere odigrao je oko 600 utakmica za Dinamo iz Vinkovaca i postigao oko 400 golova, što u službenim, što u prijateljskim utakmicama. Skupio je dva nastupa za amatersku reprezentaciju Hrvatske i Jugoslavije, četiri nastupa u mladoj reprezentaciji Jugoslavije, a nastupio je i za reprezentaciju sjevera i zapada II. lige. Uvijek je bio zahvalan svojim prvim trenerima koji su ga uvrstili među velike igrače - Jakši Vrbancu i već spomenutom Tonku Vukušiću. Uzori su mu uvijek bili Josip Skoblar, igrač HNK Hajduka i Olympiquea iz Marseillea te Pero Mađarac, igrač starije generacije vinkovačkog Dinama. Životna mu je želja bila da u dresu Dinama zaigra u 1. jugoslavenskoj ligi i tamo se oprosti od igranja, no s obzirom na to da je istovremeno radio u PIK-u Vinkovci i igrao nogomet, takvo što mu je otežalo ispunjenje navedenog. To samo pokazuje njegovu veličinu jer tko zna gdje bi bio kraj njegovim postignućima da se posvetio isključivo igranju profesionalnog nogometa.  